# Juan de Limpias Carvajal
Juan de Limpias Carvajal (Sevilla, ? - Puebla, México, ca. 1567), fue un conquistador español que participó en la conquista de la Ciudad de México y fue encomendero del pueblo de Otatitlán, Veracruz.

## Familia
Los padres de Juan fueron Hernando de Carvajal y de Lucía de Limpias, vecinos de Santa María la Mayor, Sevilla. Se casó en Nueva España con María de Alcázar. Los hijos del matrimonio fueron:
- Hernando de Limpias Carvajal. Encomendero.
- Juan de Limpias Carvajal. Alcalde Mayor de Verapaz, Guatemala y de Huexocingo, Puebla.
- Dionisia de Carvajal, se casó con Alonso de Estrada.
- María de Quijada, se casó con Miguel Hernández.
- Gaspar de Carvajal, Fray Jesuita. Rector del Colegio de San Ildefonso en Guadalajara, México.
- Lucía de Carvajal.
- Úrsula de Carvajal.
- Francisca de Carvajal, se casó con Juan Lázaro Negrete.

## Conquistador
Juan de Limpias registró su salida de Sevilla el 24 de septiembre de 1513 con rumbo a Cuba, donde pasó los siguientes cinco años. Acompañó a Hernán Cortés en la conquista de México-Tenochtitlan. Fue capitán de uno de los bergantines con los que asediaron la ciudad. A causa de una batalla quedó sordo.
Participó en otras expediciones de conquista en la Nueva España.

## Encomendero
Después de la conquista se avecindó en Coatzacoalcos, Medellín y al final en la ciudad de Puebla. En retribución a sus servicios se le dio en encomienda el pueblo de Otatitlán. Su hijo Hernando de Carvajal heredó la encomienda, alrededor de 1567 y en 1597 todavía la conservaba.